# Sankt Pölten

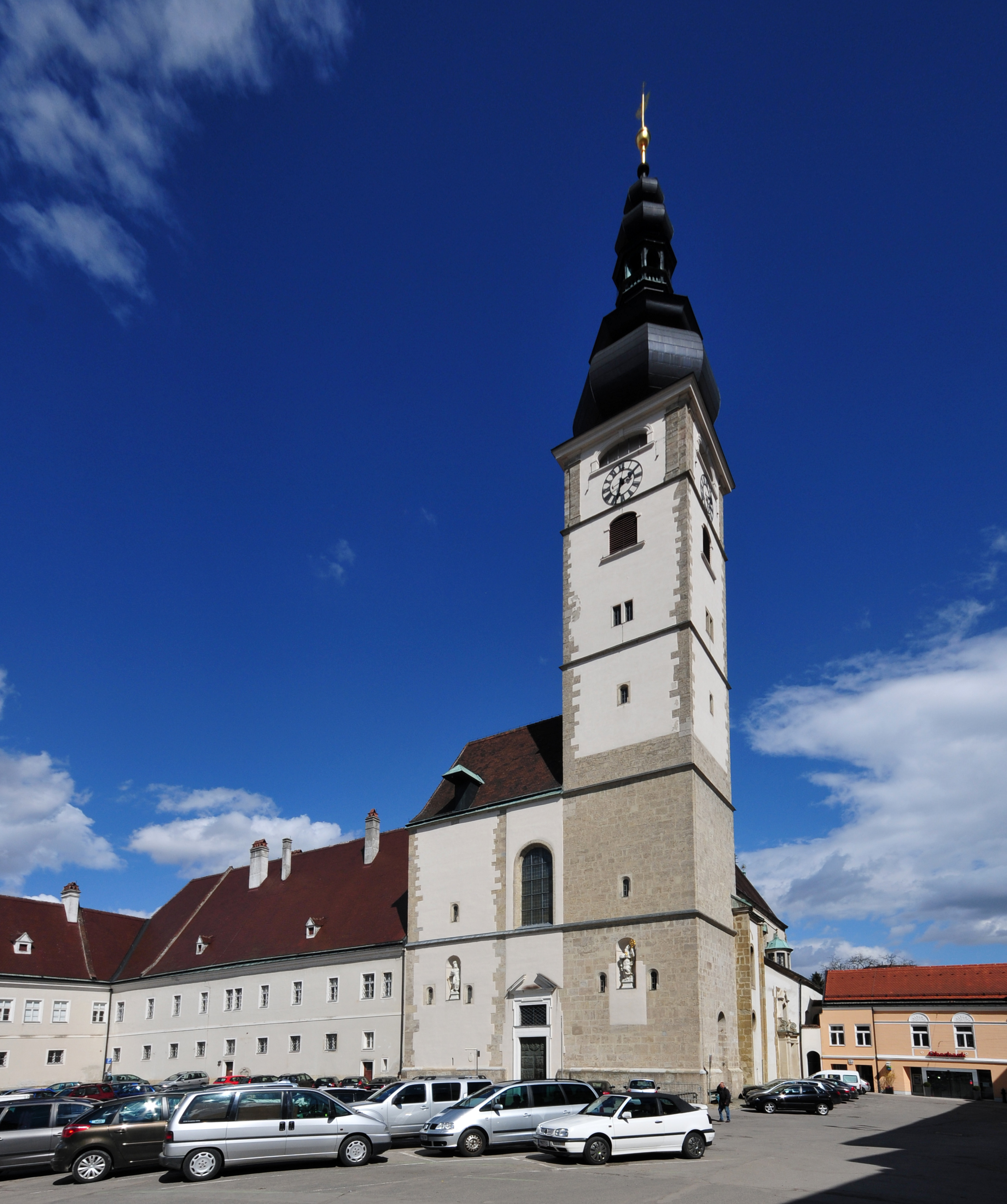
Kyrka i Sankt Pölten.

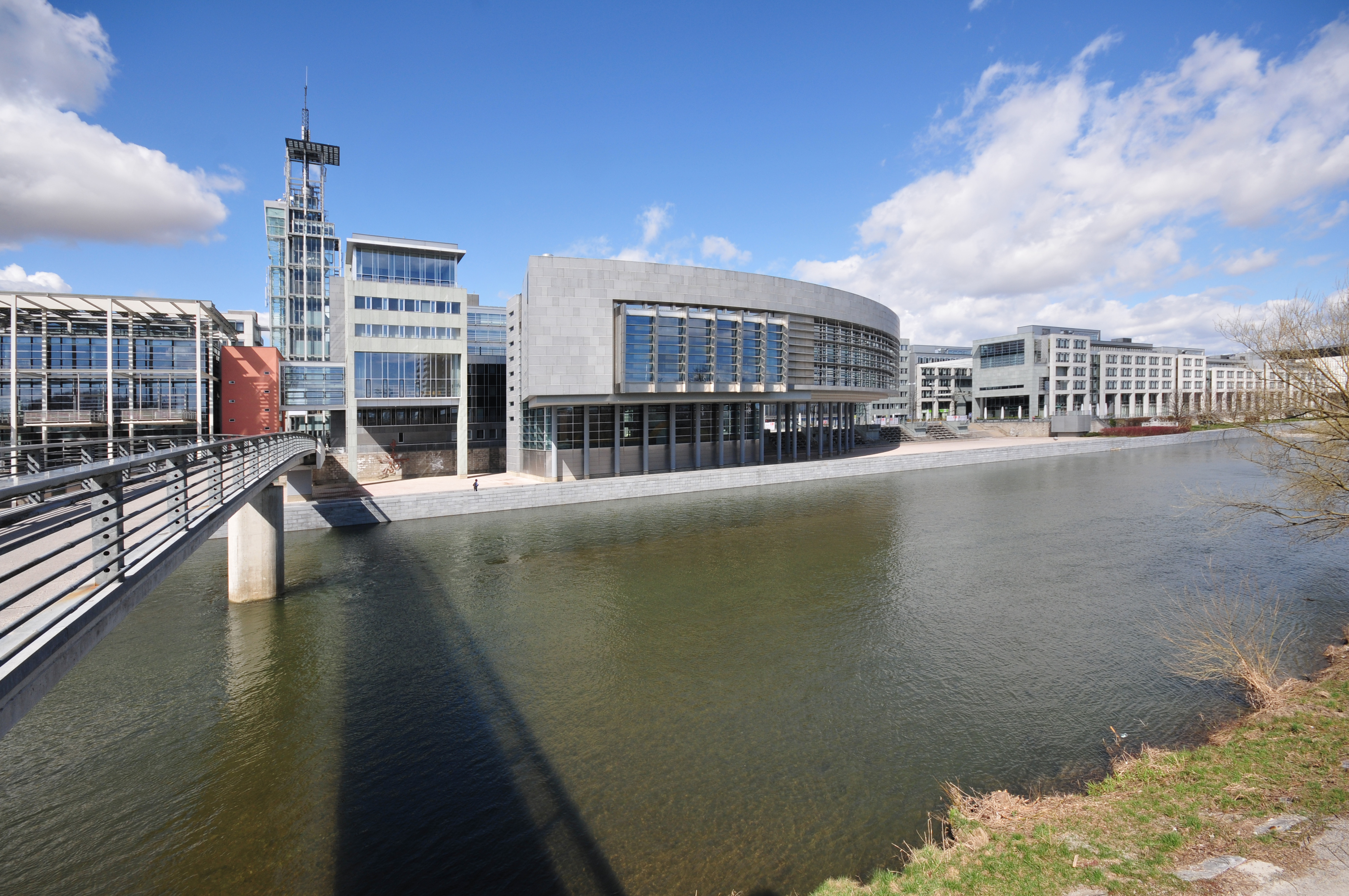
Landhaus.

Sankt Pölten ([zaŋktpœʹltən] lyssna (fil)) är huvudstad i förbundslandet Niederösterreich sedan 1986. Kommunen har 58 856 invånare (2024).
Sankt Pölten är en stad med egen statut, vilket innebär att den inte ingår i något distrikt. Den är dock huvudort för distriktet Sankt Pölten-Land som omger staden.

## Historia
Staden Aelium Cetium låg på samma plats som Sankt Pölten under romartiden. Staden växte upp runt ett benediktinkloster grundat år 760. År 799 kallades staden Treisma. Sankt Pölten blev inte en ort förrän 1050. Stadsrättigheter erhölls 1159 av biskopen i Passau.

## Geografi
Staden ligger vid floden Traisen, norr om Alperna och söder om Wachau. Staden ligger i den norra delen av Österrike, 65 kilometer väst om huvudstaden Wien.

### Orter
Kommunen består av 42 orter (Ortschaften) (inom parentes invånarantal 1 januari 2024):

- Altmannsdorf (135)
- Dörfl (19)
- Eggendorf (1 270)
- Ganzendorf (85)
- Hafing (33)
- Harland (1 590)
- Hart (1 519)
- Kreisberg (24)
- Matzersdorf (26)
- Mühlgang (532)
- Nadelbach (68)
- Oberradlberg (470)
- Oberwagram (4 692)
- Oberzwischenbrunn (71)
- Ochsenburg (332)
- Pengersdorf (57)
- Pottenbrunn (2 595)
- Pummersdorf (97)
- Ragelsdorf (888)
- Ratzersdorf an der Traisen (1 689)
- Reitzersdorf (6)
- St. Georgen am Steinfelde (392)
- St. Pölten (23 734)
- Schwadorf (28)
- Spratzern (7 088)
- Stattersdorf (1 948)
- Steinfeld (142)
- Teufelhof (538)
- Unterradlberg (839)
- Unterwagram (2 280)
- Unterzwischenbrunn (34)
- Viehofen (4 567)
- Völtendorf (143)
- Waitzendorf (335)
- Wasserburg (80)
- Weitern (232)
- Wetzersdorf (12)
- Windpassing (53)
- Witzendorf (69)
- Wolfenberg (17)
- Wörth (60)
- Zwerndorf (67)

## Ekonomi
I Sankt Pölten finns det bland annat maskin-, pappers- och textilindustri samt kemisk industri.

## Vänorter
Sankt Pölten har sju vänorter:
- Altoona, Pennsylvania, USA, sedan 2000
- Brno, Tjeckien, sedan 1990
- Clichy, Frankrike, sedan 1968
- Heidenheim an der Brenz, Tyskland, sedan 1967
- Kurashiki, Japan, sedan 1957
- Nyíregyháza, Ungern
- Wuhan, Kina, sedan 2005